# Deutsche Snooker-Meisterschaft 2016
Die deutsche Snooker-Meisterschaft 2016 war die 20. Austragung der nationalen Meisterschaft der Herren in der Billardvariante Snooker. Sie fand vom 10. bis 13. November 2016 im Rahmen der deutschen Billard-Meisterschaft in der Wandelhalle im hessischen Bad Wildungen statt.
Deutscher Meister wurde zum ersten Mal Simon Lichtenberg von der Snookerfabrik Berlin, der im Finale den Sieger von 2014 Roman Dietzel mit 4:2 besiegte. Den dritten Platz belegten Jan Eisenstein und Patrick Einsle. Titelverteidiger Sascha Lippe nahm in diesem Jahr nicht teil. Jan Eisenstein erzielte im Achtelfinale gegen Peter Wagner mit 106 Punkten das höchste Break des Turniers. Es war das einzige Century-Break bei der deutschen Meisterschaft 2016 und das erste seit die Meisterschaft in der Wandelhalle ausgetragen wird.

## Vorrunde

### Gruppe 1
| Platz | Spieler          | G | V | Frames |
| ----- | ---------------- | - | - | ------ |
| 1     | Patrick Einsle   | 3 | 0 | 9:2    |
| 2     | Jörn Hannes-Hühn | 2 | 1 | 7:5    |
| 3     | Michael Schnabel | 1 | 2 | 5:6    |
| 4     | Markus Ernicke   | 0 | 3 | 1:9    |

|                  | Ergebnis |                  |
| ---------------- | -------- | ---------------- |
| Patrick Einsle   | 3:1      | Jörn Hannes-Hühn |
| Markus Ernicke   | 0:3      | Michael Schnabel |
| Patrick Einsle   | 3:1      | Michael Schnabel |
| Markus Ernicke   | 1:3      | Jörn Hannes-Hühn |
| Patrick Einsle   | 3:0      | Markus Ernicke   |
| Michael Schnabel | 1:3      | Jörn Hannes-Hühn |

### Gruppe 2
| Platz | Spieler           | G | V | Frames |
| ----- | ----------------- | - | - | ------ |
| 1     | Simon Lichtenberg | 3 | 0 | 9:4    |
| 2     | Robin Otto        | 2 | 1 | 8:3    |
| 3     | Luca Kaufmann     | 1 | 2 | 3:8    |
| 4     | Daniel Sciborski  | 0 | 3 | 4:9    |

|                   | Ergebnis |                   |
| ----------------- | -------- | ----------------- |
| Robin Otto        | 3:0      | Luca Kaufmann     |
| Daniel Sciborski  | 2:3      | Simon Lichtenberg |
| Robin Otto        | 2:3      | Simon Lichtenberg |
| Daniel Sciborski  | 2:3      | Luca Kaufmann     |
| Robin Otto        | 3:0      | Daniel Sciborski  |
| Simon Lichtenberg | 3:0      | Luca Kaufmann     |

### Gruppe 3
| Platz | Spieler         | G | V | Frames |
| ----- | --------------- | - | - | ------ |
| 1     | Roman Dietzel   | 3 | 0 | 9:4    |
| 2     | Jan Eisenstein  | 2 | 1 | 8:5    |
| 3     | Florian Schmidt | 1 | 2 | 5:6    |
| 4     | Stephan Bock    | 0 | 3 | 2:9    |

|                 | Ergebnis |                 |
| --------------- | -------- | --------------- |
| Roman Dietzel   | 3:1      | Stephan Bock    |
| Florian Schmidt | 1:3      | Jan Eisenstein  |
| Roman Dietzel   | 3:2      | Jan Eisenstein  |
| Florian Schmidt | 3:0      | Stephan Bock    |
| Roman Dietzel   | 3:1      | Florian Schmidt |
| Jan Eisenstein  | 3:1      | Stephan Bock    |

### Gruppe 4
| Platz | Spieler           | G | V | Frames |
| ----- | ----------------- | - | - | ------ |
| 1     | Jan Joachim       | 3 | 0 | 9:4    |
| 2     | Tobias Friedrichs | 2 | 1 | 8:4    |
| 3     | Loris Lehmann     | 1 | 2 | 4:6    |
| 4     | Erik Fiebranz     | 0 | 3 | 2:9    |

|               | Ergebnis |                   |
| ------------- | -------- | ----------------- |
| Loris Lehmann | 0:3      | Tobias Friedrichs |
| Jan Joachim   | 3:1      | Erik Fiebranz     |
| Loris Lehmann | 3:0      | Erik Fiebranz     |
| Jan Joachim   | 3:2      | Tobias Friedrichs |
| Loris Lehmann | 1:3      | Jan Joachim       |
| Erik Fiebranz | 1:3      | Tobias Friedrichs |

### Gruppe 5
| Platz | Spieler          | G | V | Frames |
| ----- | ---------------- | - | - | ------ |
| 1     | Daniel Schneider | 3 | 0 | 9:2    |
| 2     | Jean-Luca Nüßgen | 2 | 1 | 8:3    |
| 3     | Volker Buchwald  | 1 | 2 | 3:6    |
| 4     | Jonas Sprengel   | 0 | 3 | 0:9    |

|                  | Ergebnis |                  |
| ---------------- | -------- | ---------------- |
| Daniel Schneider | 3:0      | Volker Buchwald  |
| Jean-Luca Nüßgen | 3:0      | Jonas Sprengel   |
| Daniel Schneider | 3:0      | Jonas Sprengel   |
| Jean-Luca Nüßgen | 3:0      | Volker Buchwald  |
| Daniel Schneider | 3:2      | Jean-Luca Nüßgen |
| Jonas Sprengel   | 0:3      | Volker Buchwald  |

### Gruppe 6
| Platz | Spieler        | G | V | Frames |
| ----- | -------------- | - | - | ------ |
| 1     | Sascha Breuer  | 3 | 0 | 9:3    |
| 2     | Felix Frede    | 2 | 1 | 8:4    |
| 3     | Fabian Weber   | 1 | 2 | 4:6    |
| 4     | Robert Gräning | 0 | 3 | 1:9    |

|               | Ergebnis |                |
| ------------- | -------- | -------------- |
| Fabian Weber  | 3:0      | Robert Gräning |
| Felix Frede   | 2:3      | Sascha Breuer  |
| Fabian Weber  | 1:3      | Sascha Breuer  |
| Felix Frede   | 3:1      | Robert Gräning |
| Fabian Weber  | 0:3      | Felix Frede    |
| Sascha Breuer | 3:0      | Robert Gräning |

### Gruppe 7
| Platz | Spieler          | G | V | Frames |
| ----- | ---------------- | - | - | ------ |
| 1     | Peter Wagner     | 3 | 0 | 9:2    |
| 2     | Daniel Dück      | 2 | 1 | 8:3    |
| 3     | Patrick Dauscher | 1 | 2 | 3:6    |
| 4     | Umut Dikme       | 0 | 3 | 0:9    |

|                  | Ergebnis |                  |
| ---------------- | -------- | ---------------- |
| Umut Dikme       | 0:3      | Peter Wagner     |
| Patrick Dauscher | 0:3      | Daniel Dück      |
| Umut Dikme       | 0:3      | Daniel Dück      |
| Patrick Dauscher | 0:3      | Peter Wagner     |
| Umut Dikme       | 0:3      | Patrick Dauscher |
| Daniel Dück      | 2:3      | Peter Wagner     |

### Gruppe 8
| Platz | Spieler         | G | V | Frames |
| ----- | --------------- | - | - | ------ |
| 1     | William Frey    | 3 | 0 | 9:5    |
| 2     | Richard Wienold | 2 | 1 | 8:5    |
| 3     | Thimo Troks     | 1 | 2 | 6:7    |
| 4     | Patrick Fuchs   | 0 | 3 | 3:9    |

|               | Ergebnis |                 |
| ------------- | -------- | --------------- |
| Thimo Troks   | 1:3      | Richard Wienold |
| Patrick Fuchs | 1:3      | William Frey    |
| Thimo Troks   | 2:3      | William Frey    |
| Patrick Fuchs | 1:3      | Richard Wienold |
| Thimo Troks   | 3:1      | Patrick Fuchs   |
| William Frey  | 3:2      | Richard Wienold |

## Finalrunde
|  | Achtelfinale      | Achtelfinale |                   |                   | Viertelfinale    | Viertelfinale |  |  | Halbfinale | Halbfinale |  |  | Finale | Finale |
|  |                   |              |                   |                   |                  |               |  |  |            |            |  |  |        |        |
|  |                   |              |                   |                   |                  |               |  |  |            |            |  |  |        |        |
|  | Peter Wagner      | 0            |                   |                   |                  |               |  |  |            |            |  |  |        |        |
|  | Jan Eisenstein    | 3            |                   |                   |                  |               |  |  |            |            |  |  |        |        |
|  | Jan Eisenstein    | 3            | Jan Eisenstein    | 3                 |                  |               |  |  |            |            |  |  |        |        |
|  |                   |              | Jan Eisenstein    | 3                 |                  |               |  |  |            |            |  |  |        |        |
|  |                   |              |                   |                   | Jean-Luca Nüßgen | 0             |  |  |            |            |  |  |        |        |
|  | Jean-Luca Nüßgen  | 3            |                   |                   | Jean-Luca Nüßgen | 0             |  |  |            |            |  |  |        |        |
|  | Jean-Luca Nüßgen  | 3            |                   |                   |                  |               |  |  |            |            |  |  |        |        |
|  | William Frey      | 2            |                   |                   |                  |               |  |  |            |            |  |  |        |        |
|  | William Frey      | 2            | Jan Eisenstein    | 2                 |                  |               |  |  |            |            |  |  |        |        |
|  |                   |              | Jan Eisenstein    | 2                 |                  |               |  |  |            |            |  |  |        |        |
|  |                   |              |                   | Simon Lichtenberg | 3                |               |  |  |            |            |  |  |        |        |
|  | Simon Lichtenberg | 3            |                   | Simon Lichtenberg | 3                |               |  |  |            |            |  |  |        |        |
|  | Simon Lichtenberg | 3            |                   |                   |                  |               |  |  |            |            |  |  |        |        |
|  | Jörn Hannes-Hühn  | 2            |                   |                   |                  |               |  |  |            |            |  |  |        |        |
|  | Jörn Hannes-Hühn  | 2            | Simon Lichtenberg | 3                 |                  |               |  |  |            |            |  |  |        |        |
|  |                   |              | Simon Lichtenberg | 3                 |                  |               |  |  |            |            |  |  |        |        |
|  |                   |              |                   |                   | Sascha Breuer    | 2             |  |  |            |            |  |  |        |        |
|  | Tobias Friedrichs | 1            |                   |                   | Sascha Breuer    | 2             |  |  |            |            |  |  |        |        |
|  | Tobias Friedrichs | 1            |                   |                   |                  |               |  |  |            |            |  |  |        |        |
|  | Sascha Breuer     | 3            |                   |                   |                  |               |  |  |            |            |  |  |        |        |
|  | Sascha Breuer     | 3            | Simon Lichtenberg | 4                 |                  |               |  |  |            |            |  |  |        |        |
|  |                   |              | Simon Lichtenberg | 4                 |                  |               |  |  |            |            |  |  |        |        |
|  |                   |              |                   | Roman Dietzel     | 2                |               |  |  |            |            |  |  |        |        |
|  | Daniel Schneider  | 2            |                   | Roman Dietzel     | 2                |               |  |  |            |            |  |  |        |        |
|  | Daniel Schneider  | 2            |                   |                   |                  |               |  |  |            |            |  |  |        |        |
|  | Daniel Dück       | 3            |                   |                   |                  |               |  |  |            |            |  |  |        |        |
|  | Daniel Dück       | 3            | Daniel Dück       | 1                 |                  |               |  |  |            |            |  |  |        |        |
|  |                   |              | Daniel Dück       | 1                 |                  |               |  |  |            |            |  |  |        |        |
|  |                   |              |                   |                   | Roman Dietzel    | 3             |  |  |            |            |  |  |        |        |
|  | Robin Otto        | 2            |                   |                   | Roman Dietzel    | 3             |  |  |            |            |  |  |        |        |
|  | Robin Otto        | 2            |                   |                   |                  |               |  |  |            |            |  |  |        |        |
|  | Roman Dietzel     | 3            |                   |                   |                  |               |  |  |            |            |  |  |        |        |
|  | Roman Dietzel     | 3            | Roman Dietzel     | 3                 |                  |               |  |  |            |            |  |  |        |        |
|  |                   |              | Roman Dietzel     | 3                 |                  |               |  |  |            |            |  |  |        |        |
|  |                   |              |                   | Patrick Einsle    | 2                |               |  |  |            |            |  |  |        |        |
|  | Jan Joachim       | 0            |                   | Patrick Einsle    | 2                |               |  |  |            |            |  |  |        |        |
|  | Jan Joachim       | 0            |                   |                   |                  |               |  |  |            |            |  |  |        |        |
|  | Felix Frede       | 3            |                   |                   |                  |               |  |  |            |            |  |  |        |        |
|  | Felix Frede       | 3            | Felix Frede       | 0                 |                  |               |  |  |            |            |  |  |        |        |
|  |                   |              | Felix Frede       | 0                 |                  |               |  |  |            |            |  |  |        |        |
|  |                   |              |                   |                   | Patrick Einsle   | 3             |  |  |            |            |  |  |        |        |
|  | Richard Wienold   | 2            |                   |                   | Patrick Einsle   | 3             |  |  |            |            |  |  |        |        |
|  | Richard Wienold   | 2            |                   |                   |                  |               |  |  |            |            |  |  |        |        |
|  | Patrick Einsle    | 3            |                   |                   |                  |               |  |  |            |            |  |  |        |        |